# Furios și iute: Cursa spionilor
Furios și iute: Cursa spionilor (în engleză Fast & Furious Spy Racers) este un serial animat pe computer de televiziune streaming american bazat pe seria de filme Furios și iute, care a avut premiera pe Netflix pe 26 decembrie 2019 și finalul pe 17 decembrie 2021. Serialul este produs executiv de Tim Hedrick, Bret Haaland, Vin Diesel, Neal Moritz și Chris Morgan, cu Hedrick și Haaland fiind de asemenea showrunneri.

## Premiză
Tony Toretto, vărul lui Dominic Toretto, este recrutat de o agenție guvernamentală alături de prietenii lui pentru a se infiltra într-o ligă de curse de elită servind drept front pentru organizația criminală SH1FT3R care vrea să domine lumea.
În sezonul 2, echipa pleacă spre Brazilia într-o misiune în acoperire ca să o găsească pe Layla Gray și să prevină o potențială dominație a lumii din mâinile unei fiice crezută pentru mult timp a fi moartă care este șefa unei organizații criminale bine cunoscută în Rio de Janeiro.
În sezonul 3, Tony și echipa trec printr-o călătorie periculoasă în deșertul Sahara când Dra Nicăieri dispare în mod misterios dintr-o misiune acolo, toți agenții descoperind un complot al unui răufăcător maniac folosind sateliți de vreme teleghidate.
În sezonul 4, Dra Nicăieri și echipa lui Tony sunt acuzați pe nedrept pentru o crimă pe care nu au comis-o, și fug spre Mexic pentru ca să găsească adevăratul făptaș, să își curețe numele și să scape de misteriosul super-agent care îi vânează.
În sezonul 5, grupa călătorește spre Oceanul Pacific de Sud pentru a salva pe unul din ai lor, conducând la o confruntare cu un vechi inamic.
În sezonul 6, echipa se întoarce la a se lupta cu un vechi dușman într-o confruntare care îi ia înapoi până în Los Angeles.

## Distribuție

### Principală
- Tyler Posey – Tony Toretto
- Charlet Chung – Margaret "Echo" Pearl
- Jorge Diaz – Cisco Renaldo
- Luke Youngblood – Frostee Benson
- Camille Ramsey – Layla Gray
- Renée Elise Goldsberry – Dra "Janet" Nicăieri
- Manish Dayal – Shashi Dhar (principal în sezonul 1, recurent în sezonul 5)
- Avrielle Corti – Rafaela Moreno (principală în sezoanele 2 și 3, invitată în sezoanele 4 și 6)
- India de Beaufort – Dann (sezonul 6)

### Recurentă și invitați speciali
- Jimmy Tatro – Mitch
- Tru Valentino – Gary
- Vin Diesel – Dominic Toretto (sezoanele 1, 5 și 6)
- Similce Diesel – Sissy Benson
- Fred Tatasciore – Sudarikov (sezoanele 1 și 5)
- Dave Thomas – Cleve Kelso (sezoanele 1, 3 și 6)
- Lanny Joon – Matsuo Mori (sezoanele 3 și 6)
- Danny Trejo – Tuco (sezonul 4)
- Big Show – Palindrome (sezoanele 4–6)
- Jason Hightower – Moray (sezonul 4)

Grey Griffin, Eric Bauza, Kevin Michael Richardson, Carlos Alazraqui și Tatasciore au contribuit cu voci adiționale.

## Episoade
| Premiera                      | N/o | Titlu român                   | Titlu englez                    |
| ----------------------------- | --- | ----------------------------- | ------------------------------- |
|                               |     |                               |                                 |
| SEZONUL 1 - LOS ANGELES       |     |                               |                                 |
|                               |     |                               |                                 |
| 26.12.2019                    | 01  | Un Toretto înnăscut           | Born a Toretto                  |
|                               |     |                               |                                 |
| 26.12.2019                    | 02  | Bun venit în SH1FT3R          | Enter SH1FT3R                   |
|                               |     |                               |                                 |
| 26.12.2019                    | 03  | Grand Prix în orașul fantomă  | Ghost Town Grand Prix           |
|                               |     |                               |                                 |
| 26.12.2019                    | 04  | Misiunea Bufnița              | The Owl Job                     |
|                               |     |                               |                                 |
| 26.12.2019                    | 05  | Seiful celest                 | The Celestial Vault             |
|                               |     |                               |                                 |
| 26.12.2019                    | 06  | Ultima cheie                  | The Final Key                   |
|                               |     |                               |                                 |
| 26.12.2019                    | 07  | Pornire                       | Ignition                        |
|                               |     |                               |                                 |
| 26.12.2019                    | 08  | Cheia-schelet                 | The Key to the Strip            |
|                               |     |                               |                                 |
| SEZONUL 2 - RIO               |     |                               |                                 |
|                               |     |                               |                                 |
| 09.10.2020                    | 09  | Evadare din L.A.              | Escape from L.A.                |
|                               |     |                               |                                 |
| 09.10.2020                    | 10  | Ține-ți respirația            | That Sinking Feeling            |
|                               |     |                               |                                 |
| 09.10.2020                    | 11  | Bem-vindo ao Rio              | Bem-vindo ao Rio                |
|                               |     |                               |                                 |
| 09.10.2020                    | 12  | Combustie                     | Combustion                      |
|                               |     |                               |                                 |
| 09.10.2020                    | 13  | Condus periculos              | Driving Blind                   |
|                               |     |                               |                                 |
| 09.10.2020                    | 14  | Un ecou de nicăieri           | An Echo of Nowhere              |
|                               |     |                               |                                 |
| 09.10.2020                    | 15  | Mântuitoarea                  | The Patroness                   |
|                               |     |                               |                                 |
| 09.10.2020                    | 16  | Ceau, urâților                | Tchau, Uggas                    |
|                               |     |                               |                                 |
| SEZONUL 3 - RIO               |     |                               |                                 |
|                               |     |                               |                                 |
| 26.12.2020                    | 17  | Marele Haboob                 | The Giant Haboob                |
|                               |     |                               |                                 |
| 26.12.2020                    | 18  | Fundătura                     | The Dead End                    |
|                               |     |                               |                                 |
| 26.12.2020                    | 19  | Fântâna seacă                 | The Empty Well                  |
|                               |     |                               |                                 |
| 26.12.2020                    | 20  | Vânătoarea                    | The Hunt                        |
|                               |     |                               |                                 |
| 26.12.2020                    | 21  | Scutul beduin                 | The Bedouin Shield              |
|                               |     |                               |                                 |
| 26.12.2020                    | 22  | Ochiul Saharei                | The Eye of the Sahara           |
|                               |     |                               |                                 |
| 26.12.2020                    | 23  | Robo-Cleve                    | RoboCleve                       |
|                               |     |                               |                                 |
| 26.12.2020                    | 24  | Explozia de la Sirocco        | Sirocco Fire Explosion          |
|                               |     |                               |                                 |
| SEZONUL 4 - MEXIC             |     |                               |                                 |
|                               |     |                               |                                 |
| 16.04.2021                    | 25  | La vânătoare de fantome       | Chasing Ghosts                  |
|                               |     |                               |                                 |
| 16.04.2021                    | 26  | Convoiul                      | The Convoy                      |
|                               |     |                               |                                 |
| 16.04.2021                    | 27  | Fugarii                       | The Fugitives                   |
|                               |     |                               |                                 |
| 16.04.2021                    | 28  | Acesta e Moray                | That's a Moray                  |
|                               |     |                               |                                 |
| 16.04.2021                    | 29  | Regele Ocelot vs. El Mariposa | The Ocelot King vs. El Mariposa |
|                               |     |                               |                                 |
| 16.04.2021                    | 30  | Asediul                       | The Siege                       |
|                               |     |                               |                                 |
| 16.04.2021                    | 31  | Înăuntrul labirintului        | Into the Labyrinth              |
|                               |     |                               |                                 |
| 16.04.2021                    | 32  | Nu ieși în calea lavei        | Don't Go Chasing Lavafalls      |
|                               |     |                               |                                 |
| SEZONUL 5 - PACIFICUL DE SUD  |     |                               |                                 |
|                               |     |                               |                                 |
| 13.08.2021                    | 33  | R.O.A.M. – În jurul lumii     | R.O.A.M. Around the World       |
|                               |     |                               |                                 |
| 13.08.2021                    | 34  | Misiunea de salvare           | The rescue                      |
|                               |     |                               |                                 |
| 13.08.2021                    | 35  | Sus ancora!                   | Anchors Away                    |
|                               |     |                               |                                 |
| 13.08.2021                    | 36  | Pilotând și plângând          | Driving and Crying              |
|                               |     |                               |                                 |
| 13.08.2021                    | 37  | Pilotează spre moarte         | Ride or Die                     |
|                               |     |                               |                                 |
| 13.08.2021                    | 38  | Ex machina                    | Ex Machina                      |
|                               |     |                               |                                 |
| 13.08.2021                    | 39  | Preluarea controlului         | The Takeover                    |
|                               |     |                               |                                 |
| 13.08.2021                    | 40  | Virusul Toretto               | The Toretto Virus               |
|                               |     |                               |                                 |
| SEZONUL 6 - ÎNTOARCEREA ACASĂ |     |                               |                                 |
|                               |     |                               |                                 |
| 17.12.2021                    | 41  | Ziua incinerării              | Incineration Day                |
|                               |     |                               |                                 |
| 17.12.2021                    | 42  | Înzăpeziți                    | Snowed In                       |
|                               |     |                               |                                 |
| 17.12.2021                    | 43  | Raf-răzbunarea Rafaelei       | Rafaela's Raf-venge             |
|                               |     |                               |                                 |
| 17.12.2021                    | 44  | Distracție pe Autobahn        | Fun on the Autobahn             |
|                               |     |                               |                                 |
| 17.12.2021                    | 45  | Detonarea                     | Detonation                      |
|                               |     |                               |                                 |
| 17.12.2021                    | 46  | Accidentul nuclear            | Meltdown                        |
|                               |     |                               |                                 |
| 17.12.2021                    | 47  | Începuturi la Hollywood       | Hollywood Beginning             |
|                               |     |                               |                                 |
| 17.12.2021                    | 48  | Vânarea Adei                  | Dann Hunt                       |
|                               |     |                               |                                 |
| 17.12.2021                    | 49  | Pisica sălbatică              | Wildcat                         |
|                               |     |                               |                                 |
| 17.12.2021                    | 50  | Petrol și apă                 | Oil and Water                   |
|                               |     |                               |                                 |
| 17.12.2021                    | 51  | La revedere, Hollywood!       | Say Goodbye to Hollywood        |
| 17.12.2021                    | 52  | La revedere, Hollywood!       | Say Goodbye to Hollywood        |